# Akademie der Künste Zypern
Die Akademie der Künste Zypern (griechisch Κυπριακό Κολέγιο Τέχνης, türkisch Sanat Kıbrıs Koleji) ist eine Kunsthochschule auf der Mittelmeerinsel Zypern. Es gibt zwei Standorte, das Gebäude in Larnaka und der Campus im Dorf Lempa bei Paphos. Unterrichtssprache ist Englisch. Fast alle der Programme, die an der Akademie unterrichtet werden, folgen dem Lehrplan der britischen Kunstausbildung und sind in Großbritannien anerkannt.

## Geschichte

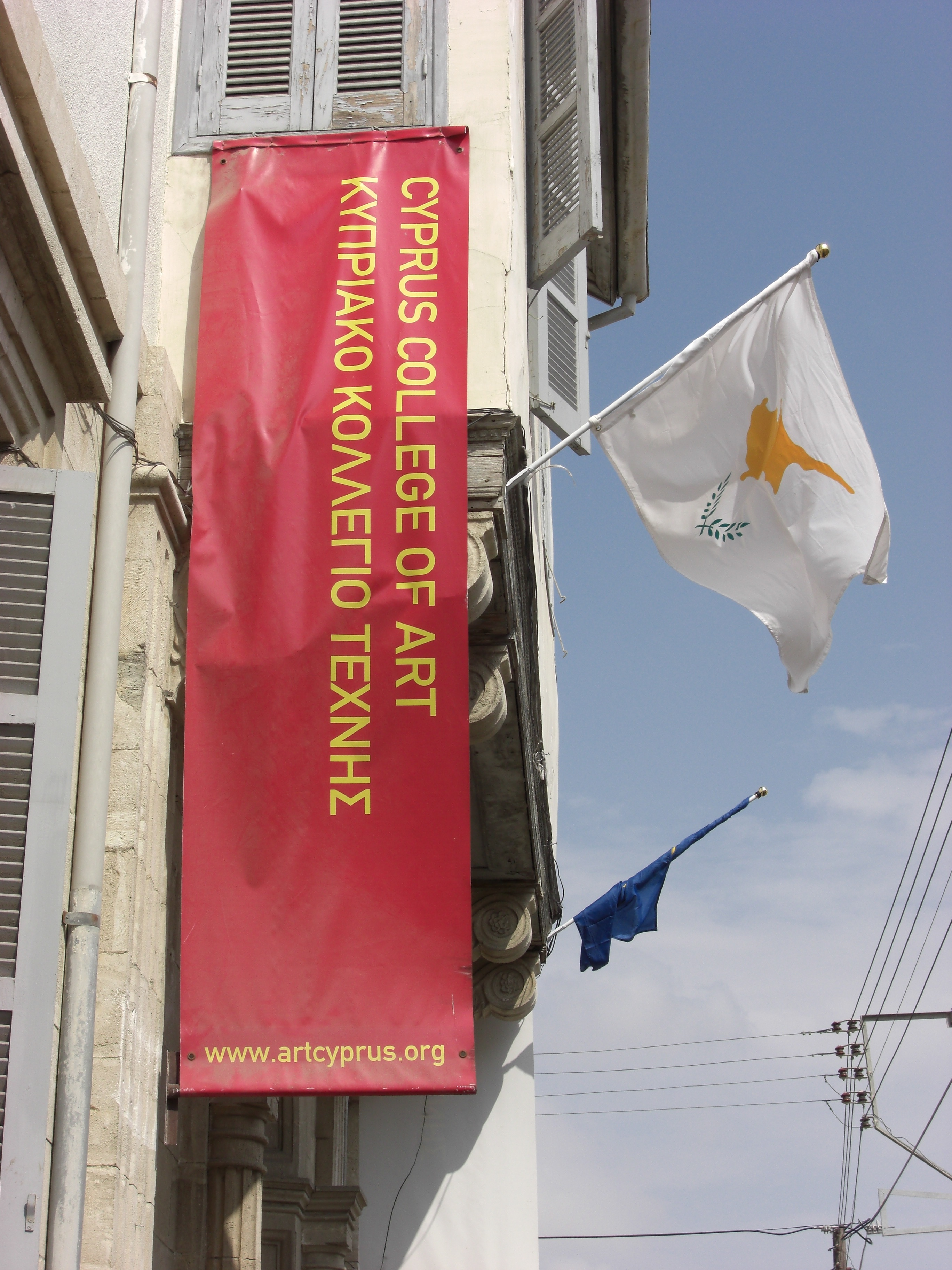
Das Hochschulgebäude in Larnaka

Die Akademie der Künste Zypern wurde 1969 von dem zypriotischen Maler Stass Paraskos gegründet und ist somit die älteste Bildungseinrichtung auf dem Bereich der Künste in Zypern. Die Akademie befand sich ursprünglich in der Stadt Famagusta, aber nach der türkischen Invasion auf Zypern 1974, war sie gezwungen in die Stadt Paphos umzusiedeln. Dort blieb sie bis 1985, als der zypriotische Minister für Bildung und Kultur die Nutzung eines ehemaligen Schulgebäudes in dem Dorf Lempa, vier Kilometer nördlich von Paphos, zusicherte.
Das erste Programm, das von der Akademie angeboten wurde, war die „Cyprus Summer School“, heute das sogenannte „Cyprus Summer Studio“, ein Ferienkurs. Das gab britischen und anderen europäischen Kunststudenten die Möglichkeit, sich eine Zeit lang auf Zypern mit Kunst zu beschäftigen. Anfang des Jahres 1978 führte die Akademie das Graduierten-Programm für Bildende Kunst ein, heute bekannt als MA Bildende Kunst.
2002 erhielt die Akademie zusätzliche Grundstücke in der Stadt Limassol und nutzte diese als Möglichkeit, einige neue bildende Kunstprogramme einzuführen. Diese beinhalten das Grundlagenstudium der bildenden Kunst, Erwachsenenbildung und das Studium in Malerei, Bildhauerei, Fotografie und künstlerischen Druckverfahren. 2007 wurde das frühere Universitätsgelände in Limassol geschlossen und der Unterricht findet seitdem in einem Gebäude in der Altstadt von Larnaka, nahe der St.-Lazarus-Kirche, statt. 2010 gründete die Akademie das Cornaro Institut, benannt nach der letzten venezianischen Königin von Zypern Caterina Cornaro. Laut Plan soll das Cornaro Institut 2011 das College in Larnaka übernehmen.

## Bekannte Studenten und Professoren
- Rachel Whiteread – Künstler
- Terry Frost – Künstler
- Dennis Creffield – Künstler
- Mali Morris – Künstler
- Geoff Rigden – Künstler
- Norbert Lynton – Kunsthistoriker
- Stass Paraskos – Künstler
- Jon Isherwood – Künstler
- Professor Peter de Francia – Künstler
- Euan Uglow – Künstler
- Ricky Wilson – Musiker
- Michael Paraskos – Kunsthistoriker
- Benedict Read – Kunsthistoriker
- Peter Duncan – Schauspieler